# 石川県コンピュータネットワークセキュリティ協議会
石川県コンピュータネットワークセキュリティ協議会（いしかわけんこんぴゅーたねっとわーくせきゅりてぃきょうぎかい）は、石川県警察本部が中心となり、石川県内の電気通信事業者と連携して、サイバー犯罪に対する情報の交換と啓蒙活動を行うことを目的として2002年に設立された団体である。

## 概要
事務局は、石川県警察サイバー犯罪対策プロジェクトに設置され、石川県警察本部ならびに、石川県内の企業や団体を会員として構成されている。

## 活動
- 各種学校や教育関係者を対象とした、サイバー犯罪研修、講習会での講演。
- 企業を対象とした、情報セキュリティ対策に関する講演。
- 石川県警察サイバーパトロール・モニターの推薦。

## 参加団体
2012年2月現在、下記の企業や団体が参加しており、会長は株式会社アイ・オー・データ機器。副会長は株式会社ネスクが務める。（カッコ内はサービス名称等）
- 株式会社アイ・オー・データ機器
- 株式会社ネスク（@nsk）
- 株式会社石川コンピュータ・センター（incl）
- 株式会社PFU
- 三谷産業株式会社
- 株式会社北陸システムセンター
- 株式会社金沢総合研究所（イーグルネット）
- 北陸通信ネットワーク株式会社（HTNet）
- 株式会社かなざわネット
- 株式会社NTTドコモ
- 金沢ケーブルテレビネット株式会社（スペースLAN）
- KDDI株式会社 北陸総支社
- 株式会社シーピーユー
- メディアウェイブシステムズ株式会社（ネットバリュー，4ix）
- 西日本電信電話株式会社　金沢支店
- 金沢大学
- 北陸先端科学技術大学院大学
- 金沢工業大学
- 北陸総合通信局
- 中部管区警察局
- 石川県
- 石川県教育委員会
- 石川県警察本部